# 인드레크 페르텔손
인드레크 페르텔손(에스토니아어: Indrek Pertelson, 러시아어: Индрек Пертельсон, 1971년 4월 21일~)은 에스토니아의 전직 유도 선수이다. 2000년 하계 올림픽과 2004년 하계 올림픽 남자 헤비급 부문에서 동메달을 획득했으며 세계 선수권 대회에서 동메달 2개를 획득했다.

## 경력
탈린에서 태어난 페르텔손은 7세때 유도를 시작했다. 그는 나중에 개인 강사가 된 소련의 유도 코치 아보 포흐갈라와 함께 훈련했다. 1990년에 소련 주니어 유도 국가대표가 되었으며 세계 주니어 선수권 대회에서 동메달을 획득했다.
페르텔손은 에스토니아의 독립 후 에스토니아 유도 중량급 국가대표로 활동하기 시작했다. 그는 1992년 7월 스페인 바르셀로나에서 열린 1992년 하계 올림픽에 참가하여 선수 경력 처음으로 올림픽 무대에 출전했다. 1996년 유럽 선수권 대회 무제한급에서 금메달을 땄다.